# Theba pisana
Theba pisana és una espècie de mol·lusc gastròpode terrestre de la família Helicidae. És originària de la regió mediterrània, tot i que s'ha estès com a espècie invasora en altres regions. Theba pisana és una plaga per a l'agricultura ben coneguda en moltes parts del món. Té una closca de coloració força variable entre els individus des de blanc a groc-marró amb taques marrons en espiral de llum.

## Morfologia

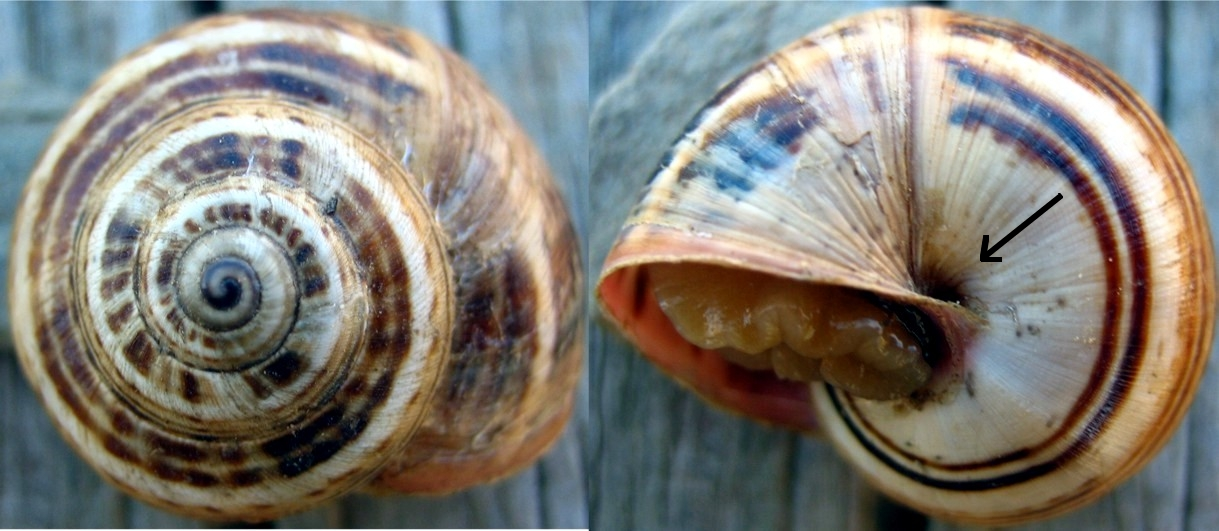
Vistes apical i d'obertura d'una closca. La fletxa indica el melic mig cobert.

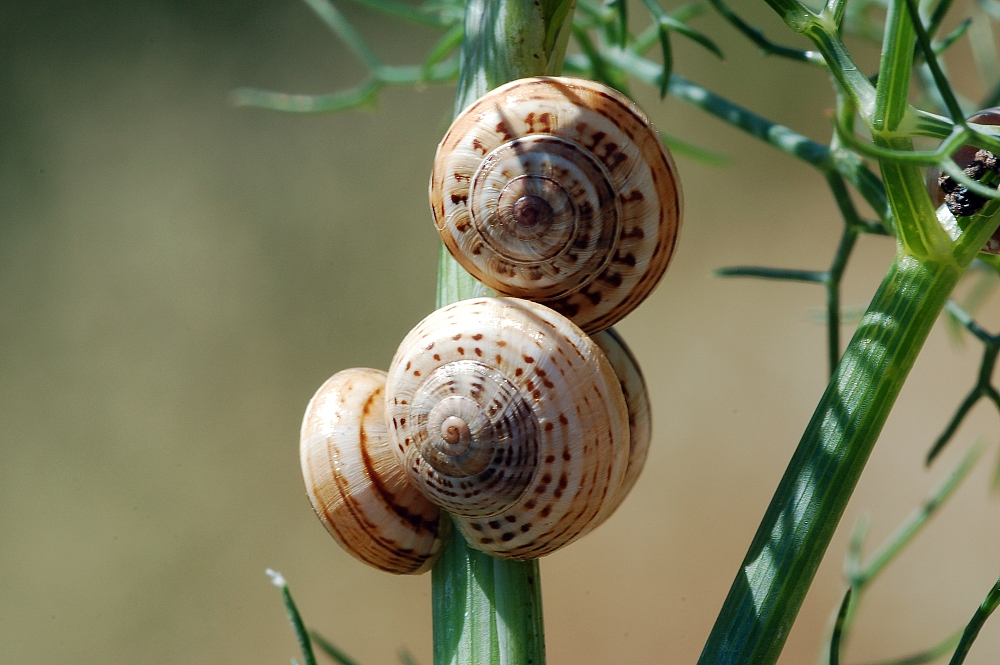
Theba pisana

El color base de la closca és de color blanc crema. Diferents individus poden tenir conquilles amb diferents graus des d'un color pàl·lid fins a un to fosc amb taques marrons quasi negres. Les marques, quan hi són, poden tenir forma de bandes en espiral, línies ininterrompudes espirals puntejades, o petites taques radials.
La closca es pot trobar en diferents variants de color, però és bàsicament groga o blanca amb bandes de color o taques fosques i, sovint una mica de color gris fosc d'un to blavós.
Les closques dels individus joves tenen la quilla esmolada, però la quilla no és present en les closques dels adults. l'obertura sovint té un llavi d'un color vermellós clar a l'interior, i el marge dels llavis només es reflecteix en el costat columelar. el melic és estret i mig cobert pel marge columel·lar reflectit. El vèrtex té una grandària característica a la Mediterrània oriental, en comparació amb altres espècies, on no hi ha altres espècies de Theba. El melic poques vegades és present en altres espècies. Els joves de Eobania vermiculata tenen gens ni mica considerablement major.
L'amplada de la closca és 12-25 mm, però a Grècia les closques dels adults en general estan per sota de 15 mm d'amplada. L'alçada de la closca és 20/9 mm. Les parts toves són visibles groguenc molt clar amb bandes de colors foscos que van des dels costats dels tentacles superior; tentacles són molt llargs.
Aquest cargol es confon de vegades amb Cernuella virgata, una espècie amb una closca molt més petit i menys inflat.

## Distribució

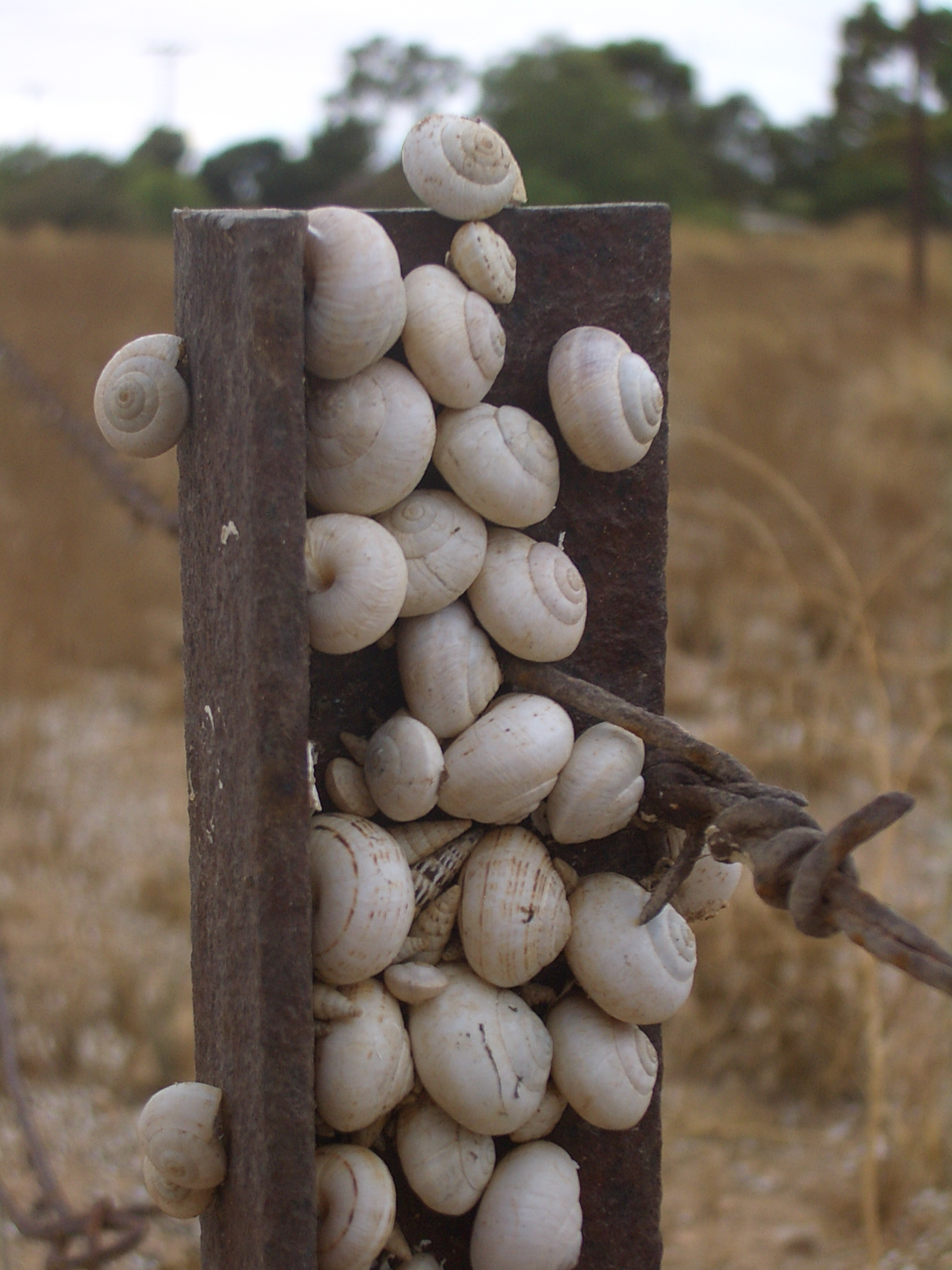
Cargolada de Theba pisana estivant sobre una tanca, Austràlia.

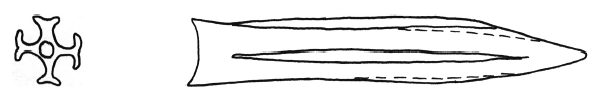
Dibuix d'un dard de Theba pisana.

L'espècie és nativa de la regió mediterrània. La localitat tipus és a Itàlia. La distribució de Theba pisana inclou la regió de la Mediterrània i costes atlàntiques adjacents del centre del Marroc, al nord d'Europa occidental: Marroc, Portugal, Itàlia, Malta, Grècia, Israel, Egipte, Bèlgica, les illes de l'Atlàntic central i Espanya. A Espanya, a vegades, també a l'interior Es va presentar a Menorca- Una subespècie, Theba pisana arietina, dels hàbitats costaners ibèrics està a la llista vermella com en perill
L'espècie ha estat introduïda en moltes altres àrees, incloent el sud-oest d'Anglaterra i del sud de Gal·les, Gran Bretanya
(introduït com a mínim des de la dècada de 1700) est i sud d'Irlanda (introduït almenys des de la dècada de 1700 i se segueix propagant al llarg de les localitats costaneres lliures de gelades), Països Baixos (no indígena), els EUA a Califòrnia, parts d'Àfrica, Àsia, el sud-est d'Austràlia i Tasmània, Sud-àfrica (introduït a Sud-àfrica abans de 1881.
Ha envaït el bioma fynbos a Sud-àfrica Tenint en compte les densitats molt altes que Theba pisana poden arribar en alguns llocs, a més dels seus aparentment estrictes hàbits d'alimentació, els seus possibles efectes sobre la vegetació és motiu de preocupació i s'ha d'investigar més a fons.
En molts d'aquests llocs T. pisana s'ha convertit en una espècie invasora i una greu plaga per a l'agricultura.
Aquesta espècie ja s'ha establert als EUA, i es considera que representa una greu amenaça potencial com a plaga, una espècie invasora, que podria perjudicar l'agricultura, els ecosistemes naturals, la salut humana o el comerç. Per tant, s'ha suggerit que aquesta espècie es dona la part superior importància cuarentenaria nacional en els EUA [8].

## Ecologia
Theba pisana en general viu a les costes, o prop d'hàbitats sorrencs. En climes càlids estiva sovint directament exposat al sol, sobre tiges i fulles d'herbes, arbusts o plantes suculentes, pals de la tanca, herbes altes, i així successivament. És comú que a prop de les platges. A les dunes pot viure a la sorra gairebé nua mal fixat per les pastures. Al nord els cargols no estiven, però pugen a les plantes durant el temps sec. Aquests no poden sobreviure a les gelades severes dels hiverns.
Theba pisana s'associa sovint amb Cochlicella acuta i Cernuella virgata, però poden viure una mica més a l'interior d'hàbitats sorrencs i sol ser més comú que Cochlicella acuta. Es tracta d'un dels cargols més comuns a les regions costaneres des del sud de Portugal a Grècia.
Al Sud d'Àfrica els cargols abunden al llarg de les carreteres i les densitats disminuixen dràsticament amb la distància de les carreteres.
Aquests cargols s'han observat sobre una àmplia varietat d'espècies vegetals endèmiques i introduïdes i semblava tenir una dieta catòlica.Theba pisana també és una plaga important dels cítrics, vinyes cultius de lleguminoses i cereals al sud d'Àfrica. A Austràlia, s'alimenta d'una àmplia gamma de plantes agrícoles.
Theba pisana a Gran Bretanya i França té un cicle de vida anual i es reprodueixen a l'estiu i tardor, mentre que a la Mediterrània, tenen un cicle de vida de dos anys amb la cria a la tardor i hivern.Theba pisana sembla tenir un cicle de vida anual, la cria en tardor i l'hivern i el creixement de mida adult d'uns 14 mm de diàmetre pel final de l'estiu següent a Sud-àfrica. La maduresa s'aconsegueix a la meitat de grandària de la closca com a màxim després d'un any. grandària de la closca màxim s'assoleix després de 2 anys. Aquesta espècie de cargol que fa i utilitza fletxes d'amor. La mida de l'ou és de 2,2 mm.
La densitat de població pot arribar fins als 300-700 cargols m² al sud d'Àfrica.
Són actius principalment durant la nit i, sobretot durant els períodes d'alta humitat, amb independència de la temperatura a Sud-àfrica.
Theba pisana és un hoste intermediari per al paràsit trematode terrestre Brachylaima cribbi.

## Impacte de les invasions
A més de l'efecte directe negatiu de l'alimentació de Theba pisana sobre els cultius agrícoles, també té diversos efectes addicionals. Utilitza les tiges dels cereals com a llocs d'estivació, que produeixen danys a la maquinària durant la collita mecànica.
D'acord amb Quick (1952) Theba pisana ha estat responsable de l'extinció de poblacions de caragols natius com a resultat de la competència per l'aliment disponible.
En el seu informe sobre l'estat i els impactes potencials dels organismes exòtics invasors en el bioma fynbos, MacDonald i Jarman (1984)
va predir que Theba pisana tindria molt poc impacte en els processos de l'ecosistema, com ara el cicle de nutrients, el flux d'energia i la dinàmica de sediments o en els processos de germinació i la successió de la comunitat vegetal en si. No obstant això, el cargol pot seriosament afectar directament a les plantes fynbos, en alimentar d'ells, i també desplaçar els herbívors nadius en competir amb ells pels recursos, i aquests efectes no tenen han estudiat.